# 頃公 (斉)
頃公（けいこう）は、春秋時代の斉の君主。桓公の孫。その治世の下では、大国晋と戦い大敗した後、懸命に国を建て直してから亡くなった。

## 使者を侮辱する
即位6年間に頃公は、莒を攻めた事以外にはこれといって大きな事は行わなかった。しかし、この6年目に事件が起きた。晋から使者が来た。その使者の正使は、次卿の郤克という者で、正卿の士会に次ぐ実力者であった。この郤克は障害を持っており歩き方がおかしく、容貌も怪異であった。この事を仄聞した頃公は、母の蕭同叔子にこの事を伝えると、見たい、と蕭同叔子は言い出した。郤克が実際来た際、几帳ごしにその様子を見ていた蕭同叔子は大笑いしてしまい、郤克は当然激怒した。この事が原因で晋との関係は険悪になった。その後、苗賁皇の取りはからいで両国は一度は和睦したが、郤克の怒りは消えなかった。

## 鞍の戦い
このような中、隣国の魯は変節外交を展開し、楚・斉の怒りを買うところとなった。だが、斉が密かに楚と通じている事も魯に知られる事になり、魯を通じて晋もこの事を知り、斉に対して怒りを覚えた。
紀元前589年（周定王十八年）、斉は機先を制して三軍を起こし、魯に侵攻した。一軍は魯を救おうとした衛を退けたが、魯を攻めている二軍の侵攻は芳しくなった。斉軍は魯に留まり、晋軍が出てくるのを待った。この時、楚軍が北上して斉軍と共に晋軍を伐つ手はずになっていたが、連絡の使者を勤めていた巫臣が任務を放棄して鄭に居座ってしまったために、連絡が途切れて協力体制が崩れ、斉軍だけで晋軍と相対せねばならなくなった。
6月18日、斉軍は華不注山に布陣した。その後、晋軍も斉軍も鞍に布陣して開戦した（そのため通常は鞍の戦いと呼ばれる。華不注山の戦いと呼ぶこともある）。最初は斉軍が元帥の郤克に重傷を負わせるほど優勢であったが、郤克の必死の逆襲で逆転し、斉軍は遂に潰走を始めた。その最中に大臣の高固が戦死した。頃公も晋軍に追われ、華不注山を3周して逃げ回ったという。頃公の車右は、頃公と立つ位置を代わり、頃公の兵車が晋軍の司馬の韓厥に捕まった時、自分が君主だと言って頃公の代わりに捕らわれ、頃公を逃がした。頃公は無事、首都臨淄に帰り着いたが、この戦役は紛れもなく大敗だった。

## 和平
その後の和平交渉で、郤克は蕭同叔子を人質によこす事と、晋軍が再び斉に攻め易くするために田畑の畝を東向きに揃えるように要求するが、使者の国佐の頑張りで何とか晋との講和に漕ぎ着ける事はできた。しかし、国力の低下と諸国に対する威光は減退した。
頃公は翌紀元前588年、晋に謝罪に出かけた。その時、郤克によって「殞名の礼」と言う、捕虜となった君主が受ける対応をされたが、頃公は怒らず謝罪した。この様子を見た苗賁皇は、「郤子は勇気はあるが礼を知らず、その功を誇って国君を辱めた。彼の一族はどれだけ続くだろうか」と言って郤克を痛烈に非難した。

## 戦後
翌年に帰国した後、頃公は戦後復興に力を注いだ。頃公は、動植物園を公室だけのものにする事をやめ、税を軽減し、孤児を救済し、病人を慰問して、蔵を開き困窮している民を救おうとした。その上、諸侯を厚く礼遇した。このために、頃公が亡くなるまで、国民はなつき、諸侯に斉が侵攻される事はなかった。頃公は見事に斉を復興させ、紀元前582年（周簡王四年）に薨じた。